# Batrisiella
Batrisiella (лат.) — род жуков-ощупников (Pselaphinae) из семейства стафилиниды.

## Распространение
Встречаются в Юго-Восточной Азии.

## Описание
Мелкие коротконадкрылые жуки. Длина тела менее 5 мм (все тибетские представители около 2 мм). Основная окраска желтовато-коричневая или красновато-коричневая. От близких родов отличается следующими признаками: скапус усика с внутренней железистой структурой на апиколатеральном крае; эдеагус с сочлененной дорсальной долей, дорсальная доля эдеагуса лежачая или сильно загнутая у основания. Каждое надкрылье с двумя базальными ямками; переднеспинка с поперечной антебазальной бороздой, соединяющей латеральные антебазальные ямки; эдеагус с сочлененной дорсальной долей.

## Систематика
Около 30 видов. Современная классификация с 1995 года рассматривает род Batrisiella в составе трибы Batrisini из надтрибы Batrisitae (ранее подсемейства в составе Pselaphidae, ныне Pselaphinae, Staphylinidae). Роды Batrisiella и Batriscenellus из Юго-Восточной Азии и африканский Arthromelus имеют сходную внешнюю морфологию и крупную базальную капсулу с базально лежащей дорсальной долей эдеагуса. Первые два рода были разделены по наличию/отсутствию трихомы на апиколатеральном крае лопасти, а у Batrisiella такая структура и железистое отверстие отсутствуют. В работе 2023 года к тибетской фауне добавлено восемь видов, все из которых обладают внутренней железистой структурой разного размера на апиколатеральном или латеральном крае лопасти, а два вида (B. ganma, B. zhujianqingi) имеют крошечный апиколатеральный трихом, состоящий из коротких утолщенных волосков. Скорее всего, такая железистая структура в дальнейшем развивается в крупные отчетливые трихомы и широко представлена у азиатских видов. Таким образом, не будет выделено ни одного признака, отделяющего Batrisiella от Batriscenellus, что в дальнейшем предполагает их синонимизацию.
- Batrisiella acclivis Yin & Zi-Wei, 2022[3]
- Batrisiella aulica Löbl & Kurbatov, 2001[7]
- Batrisiella barbieri (Jeannel, 1952)
- Batrisiella beibeng  Yin & Zi-Wei, 2022
- Batrisiella biharensis Jeannel, 1960[8]
- Batrisiella bomea  Yin & Zi-Wei, 2022
- Batrisiella campbelli Jeannel, 1960
- Batrisiella caviventris (Raffray, 1894)
- Batrisiella concisa  Yin & Zi-Wei, 2022
- Batrisiella coomani (Jeannel, 1957)
- Batrisiella curvitibialis Yin & Zi-Wei, 2022
- Batrisiella dryas Löbl & Kurbatov, 2001
- Batrisiella favea Löbl & Kurbatov, 2001
- Batrisiella foveola Jeannel, 1960
- Batrisiella ganma  Yin & Zi-Wei, 2022
- Batrisiella guttata  Yin & Zi-Wei, 2022
- Batrisiella hastata Jeannel, 1960
- Batrisiella illicebrosa Löbl & Kurbatov, 2001
- Batrisiella lewisi Jeannel, 1961
- Batrisiella micromelus (Jeannel, 1952)
- Batrisiella proterva (Raffray, 1908)
- Batrisiella puberula Jeannel, 1961
- Batrisiella remyi Jeannel, 1961
- Batrisiella retusa Löbl & Kurbatov, 2001
- Batrisiella riparia Yin, 2023[9]
- Batrisiella saucia (Raffray, 1901)
- Batrisiella singhalensis (Raffray, 1901)
- Batrisiella srilankana Löbl & Kurbatov, 2001[7]
- Batrisiella tibialis Jeannel, 1960[8]
- Batrisiella zhujianqingi Yin & Zi-Wei, 2022[3]